# IAI Searcher
Le IAI Searcher est un drone de reconnaissance stratégique de fabrication israélienne développé dans les années 90.

## Description
Il est fabriqué en Israël par l'Israel Aerospace Industries. Son 1er vol est effectué en 1992, le IAI Searcher. Le Searcher avait pour but de remplacer les drones vieillissants Tadiran Mastiff et IAI Scout, même s'il est très ressemblant visuellement au Scout le Searcher est bien plus gros et ses performances sont bien supérieures à celui-ci. Le Searcher est un drone de reconnaissance à voilure fixe à ailes hautes avec un empennage bipoutre. Il est alimenté par un moteur à piston Limbach L550 de 47 ch qui actionne une hélice à trois pales située sur la queue. Les décollage/atterrissage se font sur piste grâce à ses trains d'atterrissage qui sont fixes. Les capteurs optiques sont installés sous le fuselage de l'appareil.
Le Searcher ne peut pas emporter d'armement il se contente donc de missions ISTAR. La version russe a été modifiée afin d'être capable de mettre en œuvre de l'armement.
Le drone entre en service au sein de l'armée Israélienne en 1992 mais son moteur trop bruyant ne le rend pas assez discret. IAI décide donc de proposer le Searcher II en 1998 avec un nouveau moteur bien moins bruyant, il entrera en service en 1999-2000.
Un système de Searcher est composé de 4 drones et d'une station au sol,,,,.

### Variantes
Searcher I : Version de base.
Searcher II : Nouveau moteur moins bruyant et performances améliorées.
Searcher III : Performances améliorées.

#### Forpost-R
Version Russe du drone produite sous licence, certains composants sont de fabrication russe et les performances restent les mêmes. La grande différence avec le Searcher est la transformation du drone de reconnaissance en drone de combat polyvalent. Les Russes ont modifié le drone pour y installer au minimum deux points d'emport externes afin d'être capable d'emporter des bombes guidées comme la KAB-20 ou non guidées.

## Opérateurs
- Azerbaïdjan[10]
- Chypre
- Inde - +18 Searcher Mk I/II opérationnels en 2022[11].
- Sri Lanka - 2 Searcher Mk II opérationnels en 2022[12].
- Équateur - 2 Searcher Mk II opérationnels en 2022 pour l'aviation navale[13].
- Indonésie
- Canada - Service canadien du renseignement de sécurité
- Israël - +22 en stock en 2022[14].
- Corée du Sud - 3 Searcher opérationnels en 2022[15].
- Russie - sous le nom Forpost (Форпост) copie sous licence[16],[17] avec une portée de 250 km[18],[19]. 30 systèmes avec 3 UAV chacun[20]. La version entièrement nationale Forpost-R a effectué son premier vol fin août 2019[21]. 10 systèmes Forpost-R ont été commandés[22]. Les livraisons des UCAV modifiés avec des capacités de reconnaissance et de frappe ont commencé en 2020[23]La Russie a décidé de poursuivre la production nationale du ForPost-R[24],[25].
- Singapour
- Espagne - Armée de terre espagnole, en passe de substitution à l'horizon 2025 par le Sirtap[26]. 2 Searcher Mk II; 4 Searcher Mk III opérationnels en 2022[27]. Certaines autres tâches du drone seront confiées au SCR Tucàn[28].
- Timor oriental[réf. nécessaire].
- Thaïlande[29]

## Voir aussi

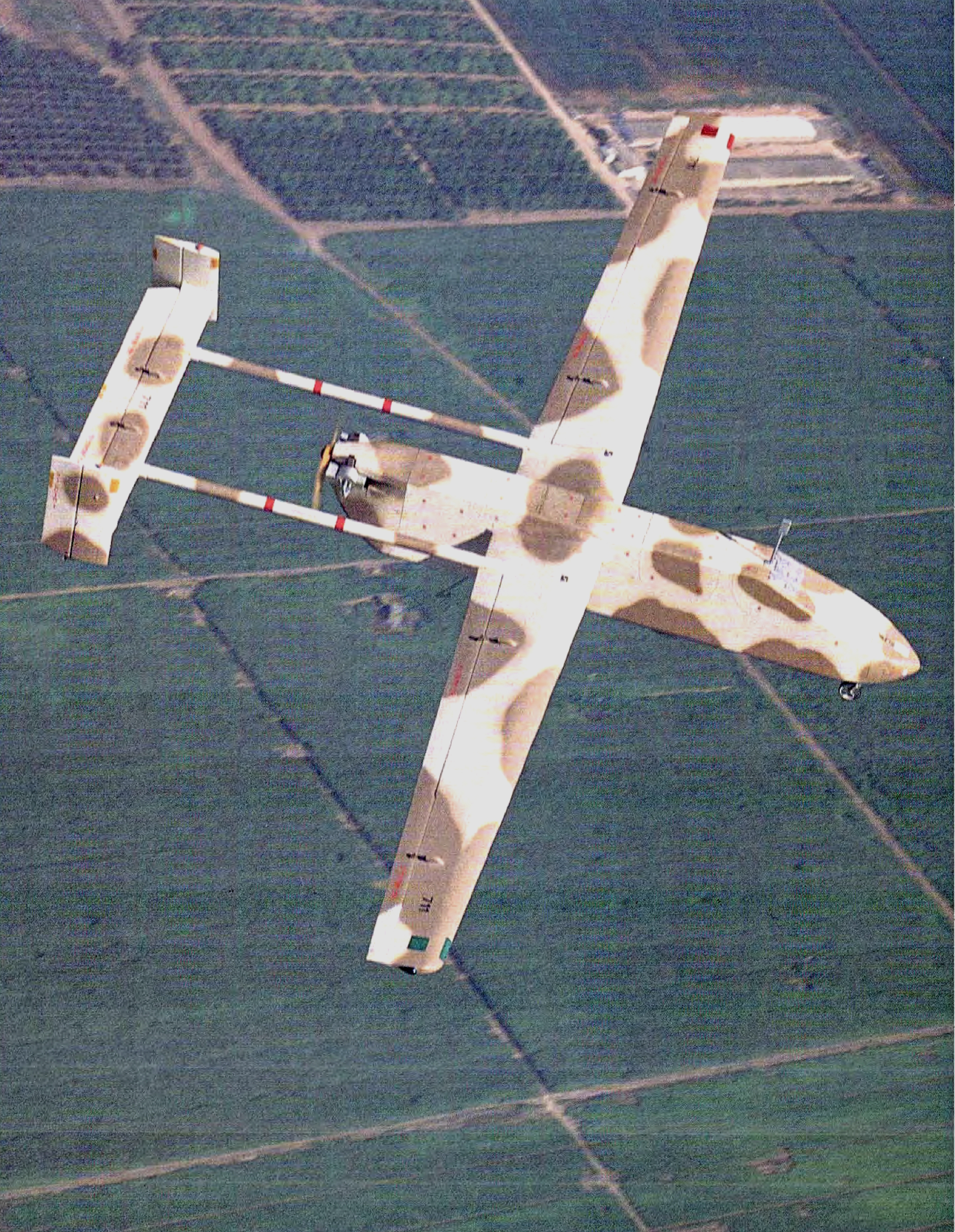
IAI Searcher.

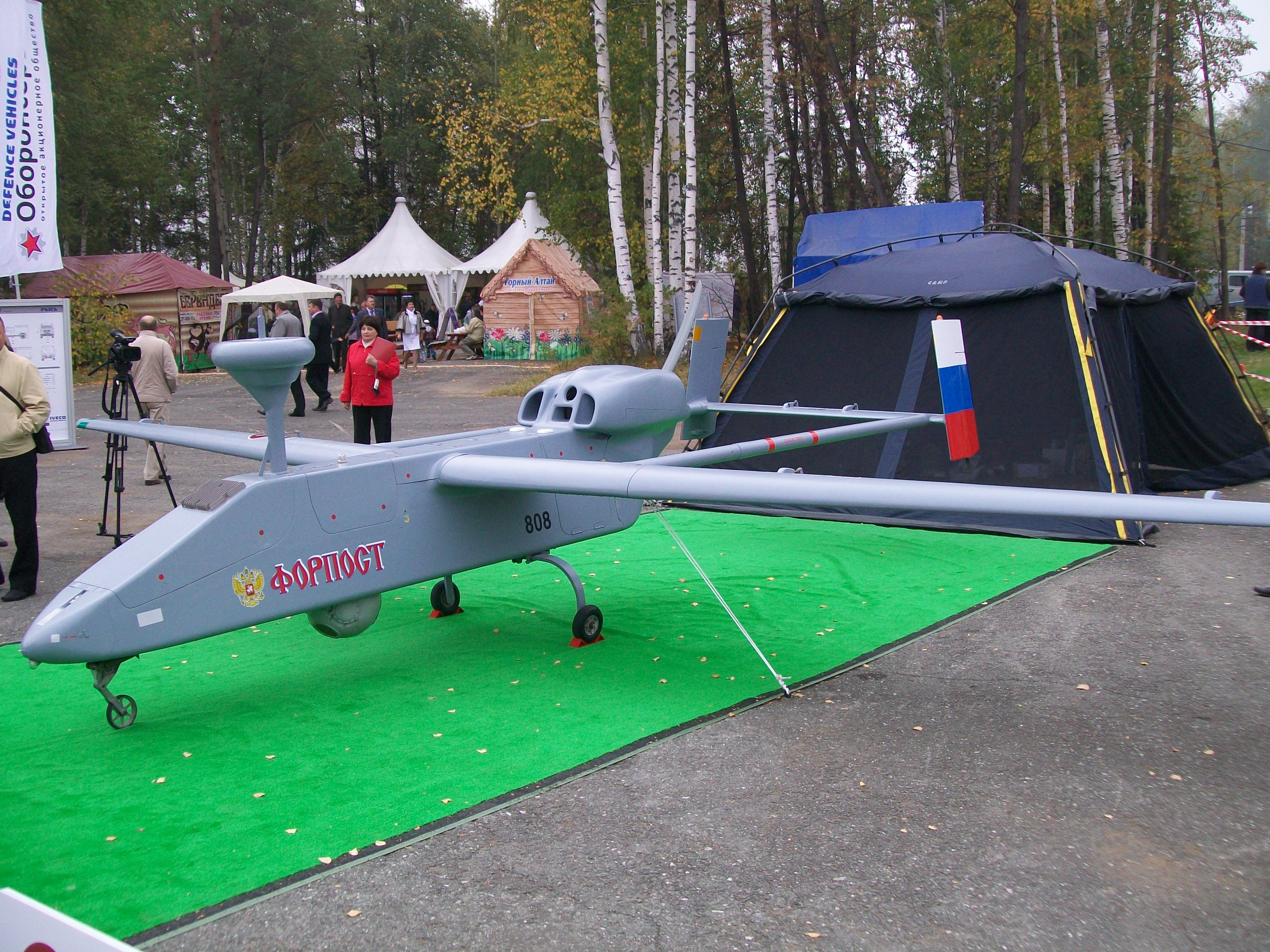
Forpost russe en 2011.